# Hébertville-Station
Hébertville-Station är en bykommun (municipalité de village) i provinsen Québec i Kanada. Den ligger i regionen Saguenay–Lac-Saint-Jean, i den östra delen av landet, 400 km nordost om huvudstaden Ottawa.